# Blackpool Tower
La Blackpool Tower es una atracción turística de la localidad de Blackpool, Lancashire en Inglaterra, que se abrió al público el 14 de mayo de 1894. Está inspirada en la torre Eiffel de París (de poco más de 300 m de altura), aunque significativamente menor. Tiene una altura de 158 metros y está incluida como grado I dentro de la lista de monumentos clasificados del Reino Unido.